# Lista över Erik Adielssons större segrar
Lista över Erik Adielssons större segrar som travkusk.

## Grupp 1-lopp
| År   | Lopp                                   | Häst             | Tränare               |
| ---- | -------------------------------------- | ---------------- | --------------------- |
| 1997 | C.L. Müllers Memorial                  | Rival Damkaer    | Tommy Strandqvist     |
| 2003 | Gulddivisionens final, dec             | Human Behaviour  | Hans Adielsson        |
| 2004 | C.L. Müllers Memorial                  | Insert Gede      | Hans Adielsson        |
| 2005 | Jämtlands Stora Pris                   | Tsar d'Inverne   | Robert Bergh          |
| 2005 | Prix Marcel Laurent                    | Dumle Loss       | Joakim Wallin         |
| 2005 | Svenskt Mästerskap                     | Dumle Loss       | Joakim Wallin         |
| 2005 | Gulddivisionens final, okt             | Dumle Loss       | Joakim Wallin         |
| 2005 | E3-revanschen, ston                    | Lilie M.         | Dan Widegren          |
| 2006 | Sweden Cup                             | Digger Crown     | Stig H. Johansson     |
| 2006 | Jämtlands Stora Pris                   | Victory Tilly    | Stig H. Johansson     |
| 2006 | Gulddivisionens final, juli            | Digger Crown     | Stig H. Johansson     |
| 2006 | Malmö Stads Pris                       | Onceanight       | Hans Adielsson        |
| 2006 | Grand Prix Departement Alpes-Maritimes | Mara Bourbon     | Jean Pierre Dubois    |
| 2006 | Gulddivisionens final, sept            | Digger Crown     | Stig H. Johansson     |
| 2006 | Gulddivisionens final, nov             | Improve Ås       | Stig H. Johansson     |
| 2007 | Premio Going Kronos                    | Keystone Brady   | Stig H. Johansson     |
| 2007 | Gulddivisionens final, sept            | Plantagenet      | Stig H. Johansson     |
| 2008 | Habibs Minneslopp                      | Evidence Ås      | Stig H. Johansson     |
| 2009 | Norrlands Grand Prix                   | Nu Pagadi        | Stig H. Johansson     |
| 2009 | Gulddivisionens final, maj             | Standpoint       | Stig H. Johansson     |
| 2009 | Solvalla Grand Prix                    | Nu Pagadi        | Stig H. Johansson     |
| 2010 | Treåringseliten                        | Nevele Wood      | Arnold Mollema        |
| 2010 | Fyraåringseliten                       | I Won't Dance    | Stig H. Johansson     |
| 2011 | Lovely Godivas Lopp                    | Jullan           | Stig H. Johansson     |
| 2011 | E3-revanschen, hingstar/valacker       | On Track Piraten | Hans R. Strömberg     |
| 2012 | Gulddivisionens final, juni            | Oracle           | Stefan Melander       |
| 2012 | Jämtlands Stora Pris                   | Formula One      | Stig H. Johansson     |
| 2012 | Svampen Örebro                         | Tumble Dust      | Tomas Malmqvist       |
| 2012 | Gulddivisionens final, dec             | Spring Erom      | Håkan Olofsson        |
| 2013 | Eskilstuna Fyraåringstest              | Indigious        | Stig H. Johansson     |
| 2013 | C.L. Müllers Memorial                  | On Track Piraten | Hans R. Strömberg     |
| 2015 | Harper Hanovers Lopp                   | Indigious        | Stig H. Johansson     |
| 2016 | Jämtlands Stora Pris                   | Call Me Keeper   | Daniel Redén          |
| 2017 | Treåringseliten                        | Global Un Poco   | Svante Båth           |
| 2017 | Gulddivisionens final, okt             | Poochai          | Svante Båth           |
| 2017 | E3-revanschen, hingstar/valacker       | Coin Perdu       | Svante Båth           |
| 2018 | Treåringseliten                        | Global Withdrawl | Svante Båth           |
| 2018 | Fyraåringseliten                       | Giveitgasandgo   | Frode Hamre           |
| 2018 | Eskilstuna Fyraåringstest              | Very Kronos      | Svante Båth           |
| 2018 | Premio Going Kronos                    | Zeus Bi          | Fredrik Linder        |
| 2018 | Svampen Örebro                         | Global Adventure | Svante Båth           |
| 2019 | Årjängs Stora Sprinterlopp             | Uza Josselyn     | René Aebischer        |
| 2019 | Norrlands Grand Prix                   | Attraversiamo    | Svante Båth           |
| 2020 | Lyon Grand Prix                        | Noble Superb     | Geir Vegard Gundersen |
| 2020 | Fyraåringseliten                       | Ecurie D.        | Frode Hamre           |
| 2020 | Svenskt Mästerskap                     | Very Kronos      | Svante Båth           |
| 2020 | Gulddivisionens final, nov             | Very Kronos      | Svante Båth           |
| 2024 | Svampen Örebro                         | Sassy But Classy | Thomas Malmqvist      |

| År   | Lopp                                  | Häst                 | Tränare            |
| ---- | ------------------------------------- | -------------------- | ------------------ |
| 1993 | K.G. Bertmarks Minne                  | Beat The Time        | Hans Adielsson     |
| 1994 | Bronsdivisionens final, sept          | Rival Damkaer        | Tommy Strandqvist  |
| 1997 | Bronsdivisionens final, dec           | Double Vision        | Hans Adielsson     |
| 1998 | Lärlings-SM                           | Going to the Bar     | Carina Andersson   |
| 1999 | Klass I-final, nov                    | Adoratör             | Lars-Ove Lunneryd  |
| 2000 | Silverdivisionens final, feb          | Brave Melody         | Kari Lähdekorpi    |
| 2000 | Bronsdivisionens final, dec           | Skogans Orlov        | Vilhelm Olsson     |
| 2001 | Bronsdivisionens final, feb           | Human Behaviour      | Hans Adielsson     |
| 2001 | Silverdivisionens final, april        | Human Behaviour      | Hans Adielsson     |
| 2001 | Klass I-final, juni                   | Nice Devil Qui       | Robert Bergh       |
| 2001 | Klass I-final, aug                    | Nashville Hornline   | Stig Lindmark      |
| 2001 | Klass II-final, nov                   | Freezing             | Mikael Jönsson     |
| 2002 | Klass I-final, feb                    | Conrads Vip          | Hans Adielsson     |
| 2002 | Silverdivisionens final, april        | Pilot Kloster        | Göran Kärrstrand   |
| 2003 | Bronsdivisionens final, april         | Noa Savoy            | Kari Lähdekorpi    |
| 2003 | Klass II-final, dec                   | Quattro Qui          | Kari Lähdekorpi    |
| 2004 | Silverdivisionens final, aug          | Musigny Degato       | Kari Lähdekorpi    |
| 2004 | Klass II-final, aug                   | Kings Any            | Kari Lähdekorpi    |
| 2004 | Klass I-final, nov                    | Arnie Sensation      | Stefan Melander    |
| 2004 | Silverdivisionens final, dec          | El Caballo           | Axel Jacobsen      |
| 2005 | Silverdivisionens final, feb          | Le Poeme             | Tom Eriksson       |
| 2005 | Klass I-final, feb                    | Run for Vuggt        | Dan-Åke Olsson     |
| 2005 | Klass I-final, mars                   | King Iran            | Christer Nyberg    |
| 2005 | Klass I-final, okt                    | Prince Valliant      | Hans Adielsson     |
| 2005 | Silverdivisionens final, dec          | Prince Valliant      | Hans Adielsson     |
| 2006 | Prix de Grasse                        | Kahili               | Stefan Persson     |
| 2006 | Klass I-final, mars                   | Hamras Gavotte       | Mikael Selin       |
| 2006 | Klass II-final, april                 | Across the Lines     | Hans Adielsson     |
| 2006 | Bronsdivisionens final, maj           | Robis Ingo           | Stig H. Johansson  |
| 2006 | Klass II-final, nov                   | Alvena Liston        | Stig H. Johansson  |
| 2007 | Klass I-final, feb                    | Lindy Later          | Stig H. Johansson  |
| 2007 | Klass II-final, aug                   | Elegance Saulnier    | Stig H. Johansson  |
| 2007 | Silverdivisionens final, nov          | Robis Ingo           | Stig H. Johansson  |
| 2008 | Klass II-final, mars                  | Giddman              | Ulf Stenströmer    |
| 2008 | Bronsdivisionens final, juni          | Hoof Beats           | Hans Adielsson     |
| 2008 | Klass I-final, juni                   | Bonus Käll           | Stig H. Johansson  |
| 2008 | Klass I-final, okt                    | Tom Raider           | Fredrik Persson    |
| 2009 | Klass I-final, mars                   | Bull Trap            | Stig H. Johansson  |
| 2009 | Prins Carl Philips Jubileumspokal     | Standpoint           | Stig H. Johansson  |
| 2009 | Klass I-final, april                  | Leonas Yeti          | Svante Båth        |
| 2009 | Klass II-final, maj                   | Hunter Brodde        | Hans Adielsson     |
| 2009 | Silverdivisionens final, juni         | Infatti November     | Stig H. Johansson  |
| 2009 | Klass II-final, juni                  | Highlight Brizard    | Stig H. Johansson  |
| 2009 | Silverdivisionens final, okt          | Skully Gully         | Stig H. Johansson  |
| 2009 | Klass II-final, okt                   | Glory Southwind      | Stig H. Johansson  |
| 2009 | Klass II-final, nov                   | Quattro L.G.         | Stig H. Johansson  |
| 2009 | Klass I-final, nov                    | Trade East           | Hans Adielsson     |
| 2010 | Bronsdivisionens final, feb           | Manhattan D.K.       | Michael Lönnborg   |
| 2010 | Steinlagers Äreslöp                   | Bobtail              | Stig H. Johansson  |
| 2010 | Bronsdivisionens final, april         | Katjing              | Stig H. Johansson  |
| 2010 | Klass I-final, nov                    | King of Kings        | Oskar Svanberg     |
| 2011 | Bronsdivisionens final, april         | Putte Topline        | Robert Bergh       |
| 2011 | Klass I-final, april                  | Campbell Ås          | Svante Båth        |
| 2011 | Bronsdivisionens final, dec           | Cayenne Käbb         | Stig H. Johansson  |
| 2011 | Diamantstoets final, dec              | Kilo Face            | Lutfi Kolgjini     |
| 2012 | Berth Johanssons Memorial             | Formula One          | Stig H. Johansson  |
| 2012 | Klass I-final, april                  | Quick Razz           | Jan Hellstedt      |
| 2012 | Stig Lindmarks Styrkeprov             | Caballion            | Henrik Larsson     |
| 2012 | Vinterfavoriten                       | Västerbo Loveboat    | Svante Båth        |
| 2013 | Gävle Stora Pris                      | Perfectly Enough     | Stig H. Johansson  |
| 2013 | Klass II-final, nov                   | Tore                 | Glenn Persson      |
| 2013 | Bronsdivisionens final, dec           | Claes Boko           | Stig H. Johansson  |
| 2014 | Prix de Senlis                        | Jacky Glide          | Stig H. Johansson  |
| 2014 | Bronsdivisionens final, feb           | Rico Follo           | Svante Båth        |
| 2014 | Silverdivisionens final, mars         | Claes Boko           | Stig H. Johansson  |
| 2014 | Klass I-final, maj                    | Västerbo Fantast     | Svante Båth        |
| 2014 | Åby Stora Pris, Heat A                | Quid Pro Quo         | Svante Båth        |
| 2014 | Silverdivisionens final, sept         | Magiccarpetride U.S. | Anders Pedersen    |
| 2014 | Klass II-final, nov                   | Rolex                | Svante Båth        |
| 2015 | Bronsdivisionens final, feb           | Oliver Kronos        | Ulf Stenströmer    |
| 2015 | Silverdivisionens final, mars         | Mind Your Face       | Lars Friberg       |
| 2015 | Prix du Luxembourg                    | On Track Piraten     | Hans R. Strömberg  |
| 2015 | Silverdivisionens final, sept         | Mind Your Face       | Lars Friberg       |
| 2016 | Berth Johanssons Memorial             | Daley Lovin          | Daniel Redén       |
| 2016 | Klass II-final, april                 | Bravo Navarone       | Marcus Lindgren    |
| 2016 | Bronsdivisionens final, maj           | Bravo Navarone       | Marcus Lindgren    |
| 2016 | Diamantstoets final, juni             | Gunell Palema        | Håkan K. Persson   |
| 2016 | Bronsdivisionens final, sept          | Le Miracle           | Svante Båth        |
| 2016 | Klass II-final, nov                   | Island Life          | Peter G. Norman    |
| 2016 | Vinterfavoriten                       | Staro Lochlyn        | Svante Båth        |
| 2016 | Bronsdivisionens final, dec           | Tjacko Zaz           | Timo Nurmos        |
| 2017 | Margaretas Tidiga Unghästserie, feb   | Global Un Poco       | Svante Båth        |
| 2017 | Margaretas Tidiga Unghästserie, april | Global Un Poco       | Svante Båth        |
| 2017 | Diamantstoets final, maj              | Dream Lane           | Stig H. Johansson  |
| 2017 | Big Noon-pokalen                      | Hotshot Luca         | Ari-Pekka Pakkanen |
| 2017 | Vinterfavoriten                       | Global Withdrawl     | Svante Båth        |
| 2018 | Margaretas Tidiga Unghästserie, jan   | Global Withdrawl     | Svante Båth        |
| 2018 | Margaretas Tidiga Unghästserie, mars  | Garrett Mix          | Stig H. Johansson  |
| 2018 | Berth Johanssons Memorial             | Diamanten            | Stig H. Johansson  |
| 2018 | Margaretas Tidiga Unghästserie, maj   | Attraversiamo        | Svante Båth        |
| 2018 | Margaretas Tidiga Unghästserie, juli  | Musique d'Inverne    | Stig H. Johansson  |
| 2018 | Stig Lindmarks Styrkeprov             | On Track Piraten     | Hans R. Strömberg  |
| 2019 | Klass I-final, feb                    | Vikings Preacher     | Tony Löfqvist      |
| 2019 | Klass I-final, mars                   | Vlad del Ronco       | Edvin Ceka         |
| 2019 | Prix Readly Express                   | Attraversiamo        | Svante Båth        |
| 2019 | E.J:s Guldsko                         | Policy of Truth      | Reijo Liljendahl   |
| 2019 | Birger Bengtssons Minne               | Policy of Truth      | Reijo Liljendahl   |
| 2019 | Silverdivisionens final, dec          | Esprit Sisu          | Svante Båth        |
| 2021 | Bronsdivisionens final, mars          | Sweetman             | Lars I Nilsson     |
| 2024 | Danskt Kriterium ston                 | Kilimanjaro Face     | Adrian Kolgini     |

| År   | Lopp             | Häst          | Tränare           |
| ---- | ---------------- | ------------- | ----------------- |
| 2008 | Sto-SM, kallblod | Lundås Emelie | Håkan Åslund      |
| 2012 | Steggbests Minne | Faksen Jr     | Jan-Olov Persson  |
| 2016 | Steggbests Minne | Junifaks      | Öystein Tjomsland |
| 2018 | Elitkampen       | Lome Brage    | Jan-Olov Persson  |
| 2018 | Steggbests Minne | Lome Brage    | Jan-Olov Persson  |